# Li Jinyu (Fußballspieler)
Li Jinyu (Chinesisch: 李金羽; Pinyin: Lǐ Jīnyǔ; * 6. Juli 1977 in Shenyang) ist einer der populärsten chinesischen Fußballspieler und spielte bis 2010 für Shandong Luneng Taishan in der chinesischen Super League.

## Karriere
Sein erster Fußballverein war Liaoning Yuandong (damals: Liaoning Tianlun). Er galt als überaus talentiert und wechselte im Sommer 1998 nach Frankreich in die Ligue 1 zu AS Nancy. Nach nur einem halben Jahr und lediglich sechs torlosen Einsätzen beendete er das Intermezzo und wechselte zurück zu Liaoning Yuandong (bis 2000: Liaoning Fushun). Für Liaoning erzielte er in 5 Saisons (bis 2003) in 100 Spielen 46 Tore. Seit der Saison 2004 stand er in Diensten von Shandong Luneng Taishan, für die er es in mehr als 100 Spielen auf über 60 Tore gebracht hat. Mit Shandong wurde er je zweimal Meister und Pokalsieger sowie Torschützenkönig. Er trug die Rückennummer 29. Jinyu beendete seine aktive Karriere im Jahr 2010.

### Nationalmannschaft
Sein erstes internationales Turnier bestritt er 1997 mit der Junioren-WM in Malaysia. Gleichzeitig war er auch in der Nationalmannschaft der Herren, mit der er an der Asienmeisterschaft 2004 teilnahm und für die er es – mit Ausnahme der Saisons 1999 und 2007 – bislang auf 71 Spiele (26 Tore) brachte. 1999 und zur Asienmeisterschaft 2007 wurde er jeweils wegen einer schlechten Form aus dem Kader gestrichen. Seit 2008 wurde er nicht mehr für ein internationales Spiel nominiert.

## Erfolge und Auszeichnungen
National
- Chinesischer Meister: 2006, 2008
- Chinesischer Pokalsieger: 2004, 2006
- Torschützenkönig der CSL: 2006, 2007
- Goldener Schuh der CSL: 2006

International
- Teilnahme an Fußball-Asienmeisterschaft: 2004 (Zweiter; 6 Spiele, 1 Tor)